# Змішана виборча система
Змішана виборча система (Комбінована виборча система, Пропорційно-мажоритарна виборча система) — виборча система, за якої частина кандидатів представницького органу (переважно половина) обирається за мажоритарною виборчою системою, а інша частина — за пропорційною виборчою системою. Такий тип виборчої системи діє в Україні, Німеччині, Польщі, Литві, Росії. В Австралії палата представників формується за мажоритарним принципом, а Сенат — за пропорційним. Вона діє у майже 20 державах світу, особливо тих, де триває пошук найефективніших виборчих систем відповідно до національних та інших особливостей. Пропорції сполучення мажоритарного та пропорційного компонента при цьому можуть бути різними: врівноваженими — 50/50 (Росія донедавна, Україна) або з домінуванням одного з компонентів — 3/2 (Японія, Мексика).
Виборчими системами, що надають перевагу мажоритарному методу голосування при застосуванні й пропорційного голосування, є такі мішані системи:
- Система з єдиним голосом, що не допускає його передачі. Суть її у тому, що в багатомандатному виборчому окрузі виборець голосує за одного кандидата, а не за список кандидатів від партії (Японія, Китай, інші держави);

- Обмежене голосування передбачає обрання виборцями кількох кандидатів з одного бюлетеня, проте їх має бути менше, ніж кількість місць для заповнення;

- Кумулятивне голосування. Суть його у тому, що виборець має стільки голосів, скільки мандатів у окрузі. Виборець може їх розподілити між усіма кандидатами, а може віддати свої голоси лише за одного з кандидатів.